# Kelly Blatz
Kelly Steven Blatz (ur. 16 czerwca 1987 w Los Angeles, Kalifornia) – amerykański aktor i piosenkarz. Znany z głównej roli w serialu produkcji Disney XD – Aaron Stone. Śpiewa także w zespole Capra.

## Filmografia
| Role główne   | Role główne      | Role główne                 | Role główne                           |
| Rok           | Tytuł            | Rola                        | Uwagi                                 |
| ------------- | ---------------- | --------------------------- | ------------------------------------- |
| 2009–2010     | Aaron Stone      | Charlie Landers/Aaron Stone | produkcja Disney XD                   |
| 2009          | Podniebny pościg | Nick Burns                  | produkcja Disney XD                   |
| Role gościnne |                  |                             |                                       |
| Rok           | Tytuł            | Rola                        | Uwagi                                 |
| 2009          | Słoneczna Sonny  | James Conroy                | "Randka Sonny" (odcinek 9, sezon 1)   |
| 2009          | 90210            | Max                         | "Brzemię życia" (odcinek 17, sezon 1) |
| 2008          | Prom Night       | Michael                     | rola drugoplanowa                     |
| 2007          | Zoey 101         | Gene                        | "Konkurs tańca" (odcinek 40, sezon 3) |